# 礼文町
礼文町（れぶんちょう）は、北海道北部、稚内市沿岸の西方約60kmの礼文島にある町。宗谷地方に属する。

## 地理
宗谷地方西部の日本海上にある礼文島の全域を占める。稚内市沿岸から西方60kmに位置し、周囲72km、面積82平方km。北緯45度30分14秒・東経141度4分16秒に位置し日本最北端の町として知られる。北方領土を除いた場合の日本最北端である宗谷岬の行政管轄は市（稚内市）であり、択捉島（北方領土）は村なので、町としては最北端となる。
島は南北29km・東西8kmと南北に長く、ほぼ逆三角形の形状。北部を船泊（ふなどまり）、南部を香深（かふか）と呼ぶ。島西部は断崖絶壁が続き、自動車、バイクでは島一周できない。島東部海岸には北海道道40号礼文島線が南北に走る。
- 山：礼文岳（490m）、オションナイ山（167m）
- 河川：ホロナイ川（大沢川）
- 湖沼：久種湖（くしゅこ）
- 島：礼文島、海驢島（とどじま）、平島（ひらしま）、種島（たねじま）
- 岬：スコトン岬（須古頓岬）、金田ノ岬、澄海岬（すかいみさき）、ゴロタ岬[2]

### 気候
気候は宗谷暖流や偏西風の影響により緯度の割には比較的穏やかで、夏は涼しく冬は氷点下10℃前後までしか下がらない（夏期平均気温　6月：約13℃、7月：約17℃、8月：約20℃、 9月：約17℃）。
| 礼文（2003 - 2020）の気候 | 礼文（2003 - 2020）の気候 | 礼文（2003 - 2020）の気候 | 礼文（2003 - 2020）の気候 | 礼文（2003 - 2020）の気候 | 礼文（2003 - 2020）の気候 | 礼文（2003 - 2020）の気候 | 礼文（2003 - 2020）の気候 | 礼文（2003 - 2020）の気候 | 礼文（2003 - 2020）の気候 | 礼文（2003 - 2020）の気候 | 礼文（2003 - 2020）の気候 | 礼文（2003 - 2020）の気候 | 礼文（2003 - 2020）の気候 |
| 月                        | 1月                       | 2月                       | 3月                       | 4月                       | 5月                       | 6月                       | 7月                       | 8月                       | 9月                       | 10月                      | 11月                      | 12月                      | 年                        |
| ------------------------- | ------------------------- | ------------------------- | ------------------------- | ------------------------- | ------------------------- | ------------------------- | ------------------------- | ------------------------- | ------------------------- | ------------------------- | ------------------------- | ------------------------- | ------------------------- |
| 最高気温記録 °C （°F）    | 6.9 (44.4)                | 8.1 (46.6)                | 11.0 (51.8)               | 18.2 (64.8)               | 21.8 (71.2)               | 24.6 (76.3)               | 30.5 (86.9)               | 30.5 (86.9)               | 29.0 (84.2)               | 22.3 (72.1)               | 16.1 (61)                 | 11.8 (53.2)               | 30.5 (86.9)               |
| 平均最高気温 °C （°F）    | −2.7 (27.1)               | −2.1 (28.2)               | 1.7 (35.1)                | 6.6 (43.9)                | 11.6 (52.9)               | 15.9 (60.6)               | 20.4 (68.7)               | 22.6 (72.7)               | 20.5 (68.9)               | 13.9 (57)                 | 6.1 (43)                  | −0.3 (31.5)               | 9.5 (49.1)                |
| 日平均気温 °C （°F）      | −4.6 (23.7)               | −4.3 (24.3)               | −0.4 (31.3)               | 4.1 (39.4)                | 8.5 (47.3)                | 12.8 (55)                 | 17.3 (63.1)               | 19.7 (67.5)               | 17.4 (63.3)               | 11.2 (52.2)               | 3.6 (38.5)                | −2.4 (27.7)               | 6.9 (44.4)                |
| 平均最低気温 °C （°F）    | −6.5 (20.3)               | −6.4 (20.5)               | −2.4 (27.7)               | 1.8 (35.2)                | 6.0 (42.8)                | 10.3 (50.5)               | 14.9 (58.8)               | 17.3 (63.1)               | 14.5 (58.1)               | 8.4 (47.1)                | 1.2 (34.2)                | −4.5 (23.9)               | 4.5 (40.1)                |
| 最低気温記録 °C （°F）    | −15.8 (3.6)               | −17.1 (1.2)               | −9.6 (14.7)               | −5.7 (21.7)               | 0.2 (32.4)                | 4.0 (39.2)                | 8.1 (46.6)                | 10.9 (51.6)               | 5.8 (42.4)                | −1.1 (30)                 | −11.4 (11.5)              | −13.4 (7.9)               | −17.1 (1.2)               |
| 降水量 mm （inch）        | 73.4 (2.89)               | 51.6 (2.031)              | 44.1 (1.736)              | 49.2 (1.937)              | 79.7 (3.138)              | 84.6 (3.331)              | 101.0 (3.976)             | 138.6 (5.457)             | 131.1 (5.161)             | 100.4 (3.953)             | 98.4 (3.874)              | 91.5 (3.602)              | 1,049.1 (41.303)          |
| 平均降水日数 （≥1.0 mm）  | 17.9                      | 14.4                      | 10.9                      | 8.7                       | 9.7                       | 9.6                       | 7.5                       | 8.9                       | 10.5                      | 11.6                      | 12.9                      | 16.2                      | 138.6                     |
| 平均月間日照時間          | 47.5                      | 72.2                      | 153.8                     | 192.7                     | 170.4                     | 125.9                     | 126.5                     | 154.2                     | 186.7                     | 159.6                     | 82.0                      | 42.5                      | 1,514.3                   |
| 出典：気象庁              |                           |                           |                           |                           |                           |                           |                           |                           |                           |                           |                           |                           |                           |

### 隣接している自治体
島のため、隣接する自治体はなし。ただし、航路により以下の市町村と関係が深い。
- 宗谷総合振興局：稚内市、利尻町、利尻富士町

## 歴史
- 島の形成は新生代第三紀或いはそれ以前とされている。
- 先史時代のオホーツク文化期の遺跡が香深井や船泊で発見されている。
- アイヌ時代のチャシ跡が確認されている。
- 1456年（康正2年） - 香深井アイヌと磯谷アイヌの戦いが現在の桃岩付近で起きた。
- 1685年（貞享2年） - 松前藩直轄のソウヤ場所となる。
- 1765年（明和2年） - 礼文、利尻、宗谷が独立場所となる。
- 1819年（文政2年） - 藤野伊兵衛が松前藩宗谷場所の請負人となる。
- 1846年（弘化3年） - 陸奥国三厩村（現青森県）から移り住んだ柳谷万之助が尺忍（香深）に渡島漁場を開く[3]。
- 1878年（明治11年） - 礼文郡各村戸長役場が香深に設置される。
- 1892年（明治25年） - 船泊村が分村[4]。
- 1956年（昭和31年）9月20日 - 香深村の財政悪化もあり船泊村、香深村が合併（新設合併）し、礼文村となる[4]。
- 1959年（昭和34年） - 町制施行、礼文町となる[4]。

## 行政

### 礼文町議会
- 議長：笹山啓
- 副議長：藤田敏春
- 議員定数：9
- 無会派：9

### 衆議院
- 小選挙区：北海道第12区
- 比例代表：比例北海道ブロック

### 歴代町長
- 初代～5代 向瀬貫三郎
- 6代～9代 関和夫
- 10代 安達謙三
- 11代～13代 中島忠明
- 14代～15代 小野徹

### 町組織
総務課、町民課、保健課、産業課、建設課

### 警察
- 北海道警察 旭川方面本部 稚内警察署
  - 香深駐在所
  - 船泊駐在所

### 消防
- 利尻礼文消防事務組合消防本部
  - 礼文支署

## 経済

### 産業
漁業と観光を基幹産業とする。漁業では年間を通して海の幸に恵まれ、夏はエゾバフンウニ、利尻昆布、ホッケの産地として有名である。また礼文島はウニ丼の発祥地としても知られている。
「最北の離島」（北方領土を除く）として観光も盛んである。高緯度や冷涼な気候から、海抜ゼロメートル地帯より300種類以上の高山植物が咲き乱れ「花の浮島」としても知られる。礼文島西海岸の気候は東海岸が晴天の時でも西海岸に近づくにつれて次第に霧が濃くなり、立つことすらできないほどの強風が吹くこともある。このような気候条件が気温を低下させるため、そこに適応した種類だけが育ち、春の訪れとともに次々と花を咲かせる。夏季（6月頃～）にはレブンソウ、レブンアツモリソウ、レブンウスユキソウなど多くの礼文島固有の稀少な高山植物が咲き乱れ、咲く花の種類は2～3週間ごとに変化する。特にレブンアツモリソウはかつては全域に見られたが、盗掘により大きく数を減らし現在では「レブンアツモリソウ群生地」（保護区。北鉄府地区）以外ではほとんど見られない。

### 漁協
- 香深漁業協同組合
- 船泊漁業協同組合

### 金融機関
- 稚内信用金庫
  - 礼文支店
  - 礼文町役場船泊支所出張所（ATMコーナー）

### 郵便局
- 礼文香深郵便局（集配局）
- 香深井郵便局
- 船泊郵便局

### コンビニ
- セイコーマート 香深店

## 姉妹都市・提携都市

### 国内
- 姉妹都市
  - 岩手県稗貫郡大迫町（現・花巻市）
  - 広島県豊田郡豊町（現・呉市）

## 地域

### 人口
| |                                        |  |
| 礼文町と全国の年齢別人口分布（2005年） | 礼文町の年齢・男女別人口分布（2005年） |  |
| ■紫色 ― 礼文町 ■緑色 ― 日本全国 | ■青色 ― 男性 ■赤色 ― 女性              |  |
| 礼文町（に相当する地域）の人口の推移 \| 1970年（昭和45年） \| 7,535人 \| \| \| 1975年（昭和50年） \| 6,525人 \| \| \| 1980年（昭和55年） \| 5,990人 \| \| \| 1985年（昭和60年） \| 5,724人 \| \| \| 1990年（平成2年） \| 5,121人 \| \| \| 1995年（平成7年） \| 4,375人 \| \| \| 2000年（平成12年） \| 3,856人 \| \| \| 2005年（平成17年） \| 3,410人 \| \| \| 2010年（平成22年） \| 3,078人 \| \| \| 2015年（平成27年） \| 2,773人 \| \| \| 2020年（令和2年） \| 2,509人 \| \| |                                        |  |
| 総務省統計局 国勢調査より |                                        |  |
| 1970年（昭和45年） | 7,535人                                |  |
| 1975年（昭和50年） | 6,525人                                |  |
| 1980年（昭和55年） | 5,990人                                |  |
| 1985年（昭和60年） | 5,724人                                |  |
| 1990年（平成2年） | 5,121人                                |  |
| 1995年（平成7年） | 4,375人                                |  |
| 2000年（平成12年） | 3,856人                                |  |
| 2005年（平成17年） | 3,410人                                |  |
| 2010年（平成22年） | 3,078人                                |  |
| 2015年（平成27年） | 2,773人                                |  |
| 2020年（令和2年） | 2,509人                                |  |

### 消滅集落
2015年国勢調査によれば、以下の集落は調査時点で人口0人の消滅集落となっている。
- 礼文町 - 大字船泊村海馬島,大字船泊村字ウヱンナイ

### 教育
- 高等学校
  - 北海道礼文高等学校
- 中学校
  - 香深中学校
  - 船泊中学校
- 小学校
  - 礼文小学校
  - 香深井小学校
  - 船泊小学校
- 廃止された学校
  - 須古頓小学校（'99廃校）
  - 元地小学校（'04廃校）
  - 尺忍小学校（'05廃校）
  - 上泊小学校（'06廃校）
  - 内路小学校（'06廃校）
  - 神崎小学校（'16廃校）

## 交通

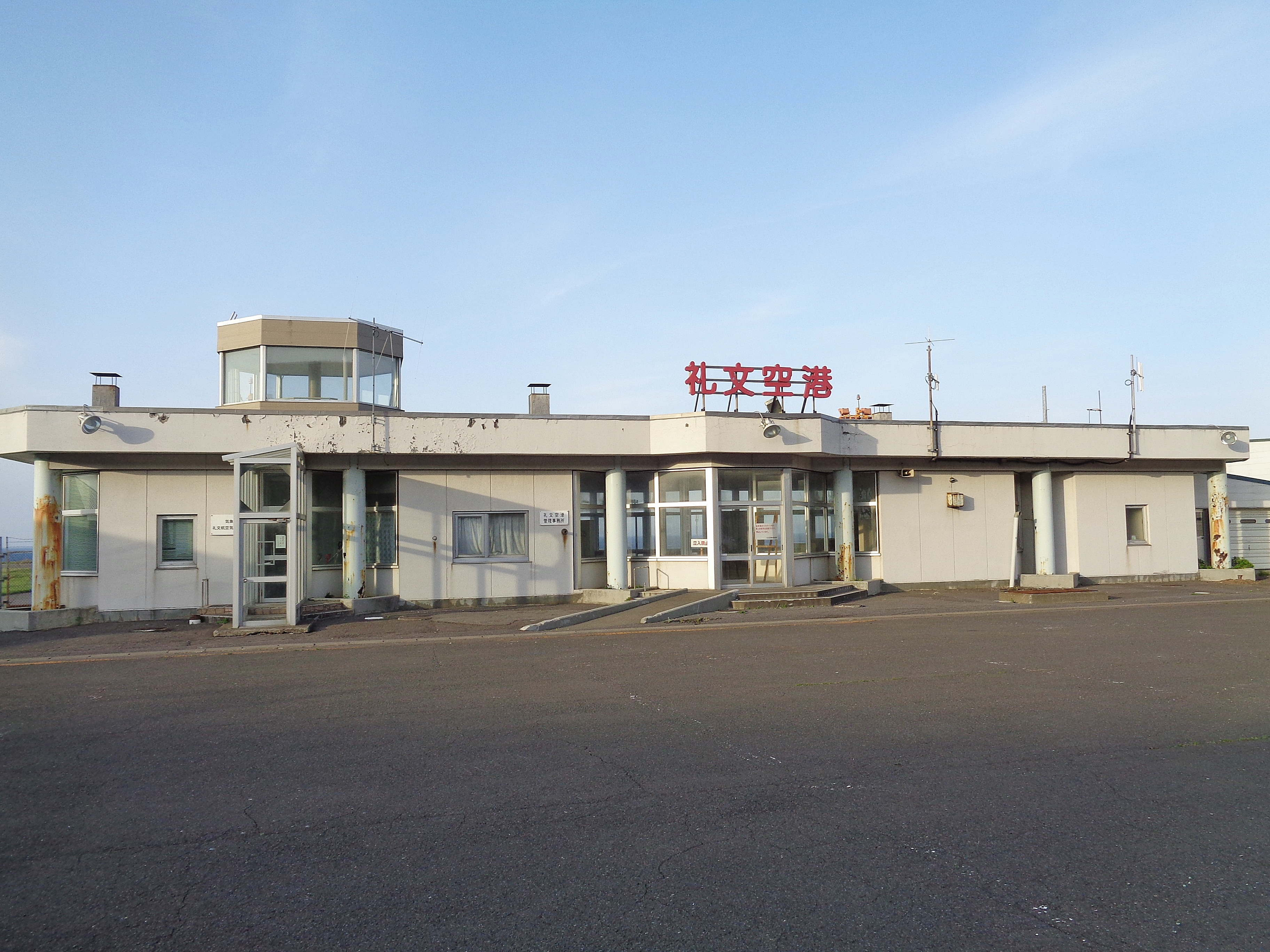
礼文空港ターミナル

### 空港
- 礼文空港（2009年4月より運用休止中）
  - 2003年（平成15年）4月から定期便は就航していない

### 路線バス

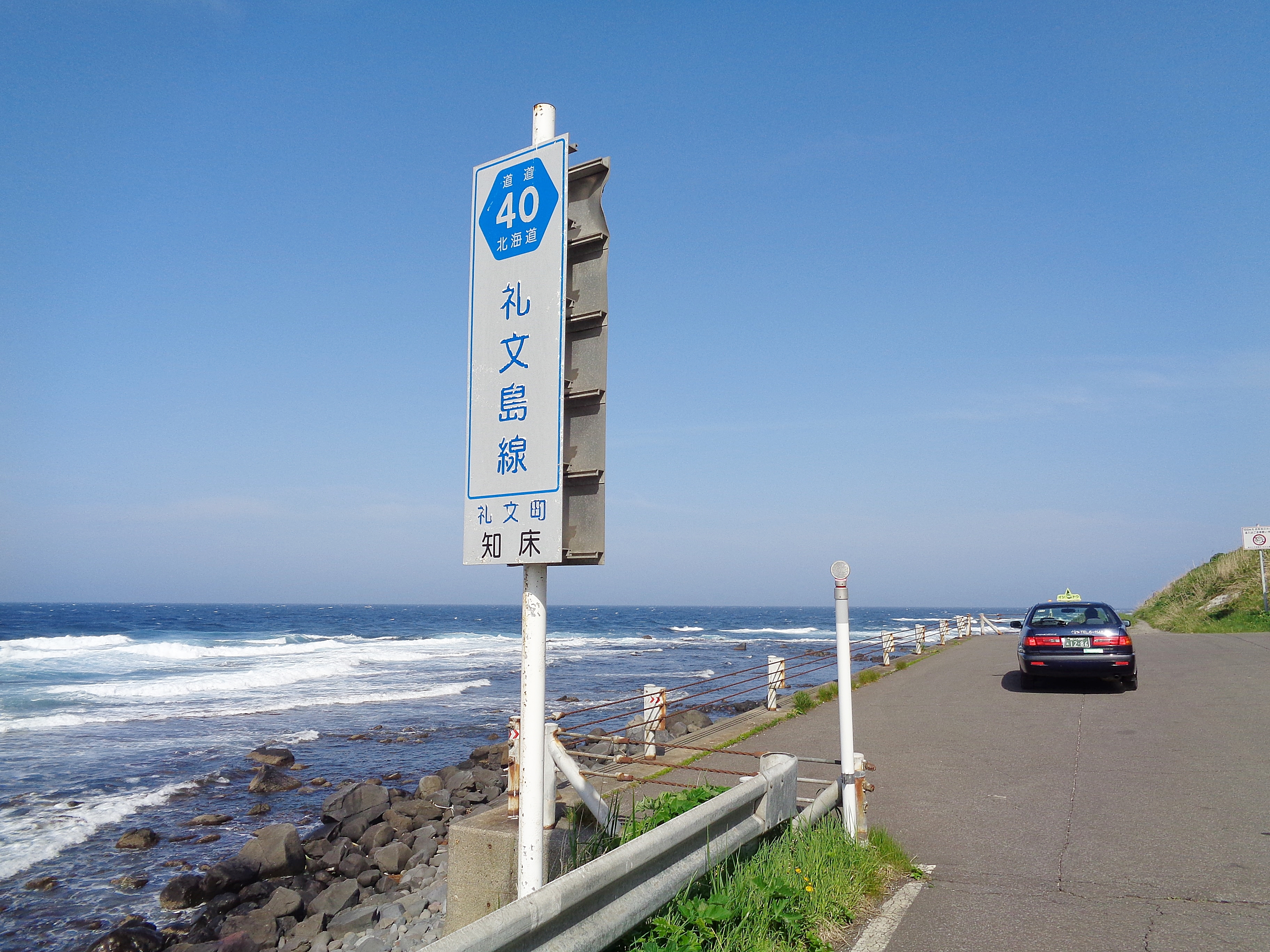
道道40号線知床終端部

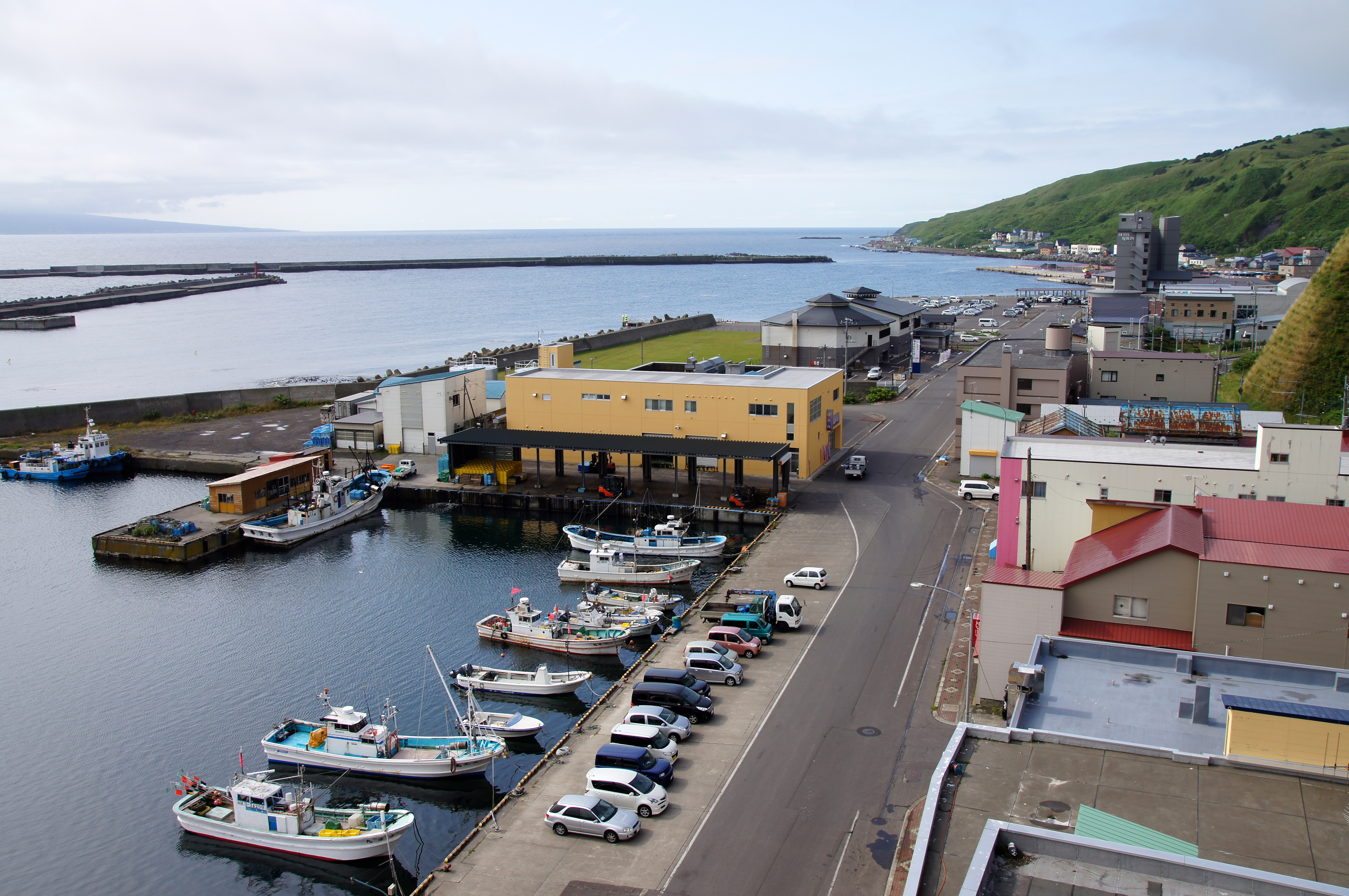
町内の交通・経済活動の拠点となる香深港と、その周辺地区（2013年7月）

- 宗谷バス
  - 礼文営業所
    - 礼文線：香深 - 船泊 - スコトン
    - 元地線：香深 - 元地
    - 知床線：香深 - 知床

### 道路
- 都道府県道
  - 北海道道40号礼文島線
  - 北海道道507号船泊港利礼公園線
  - 北海道道765号元地香深線
  - 北海道道926号礼文空港線

### 船舶
- 香深港
  - 稚内港（稚内市）、鴛泊港（利尻富士町）、沓形港（利尻町）へのフェリー路線（ハートランドフェリー）がある。

### タクシー
- 礼文ハイヤー
- イシドウハイヤー

## 名所・旧跡・観光スポット・祭事・催事

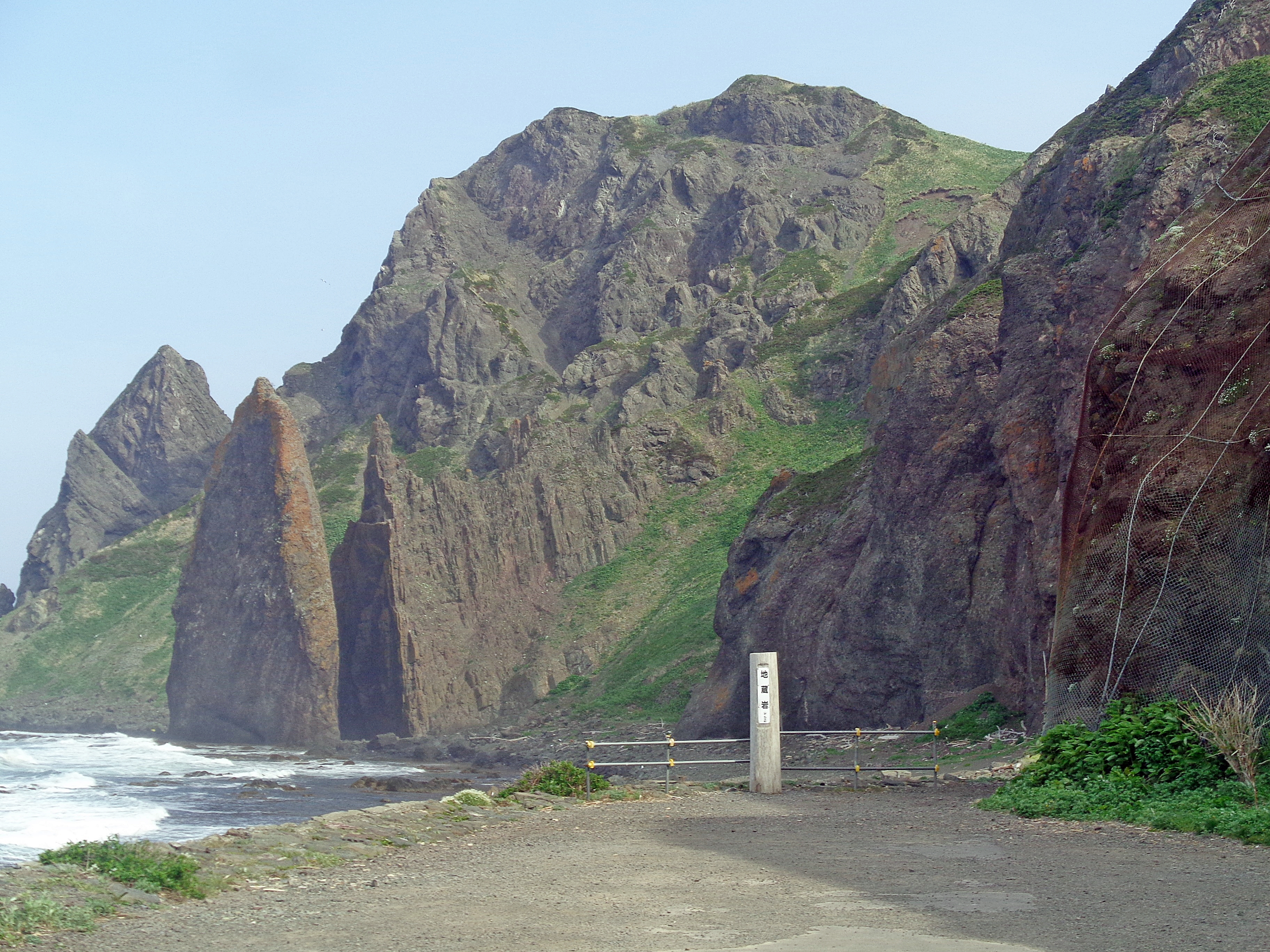
礼文島の地蔵岩

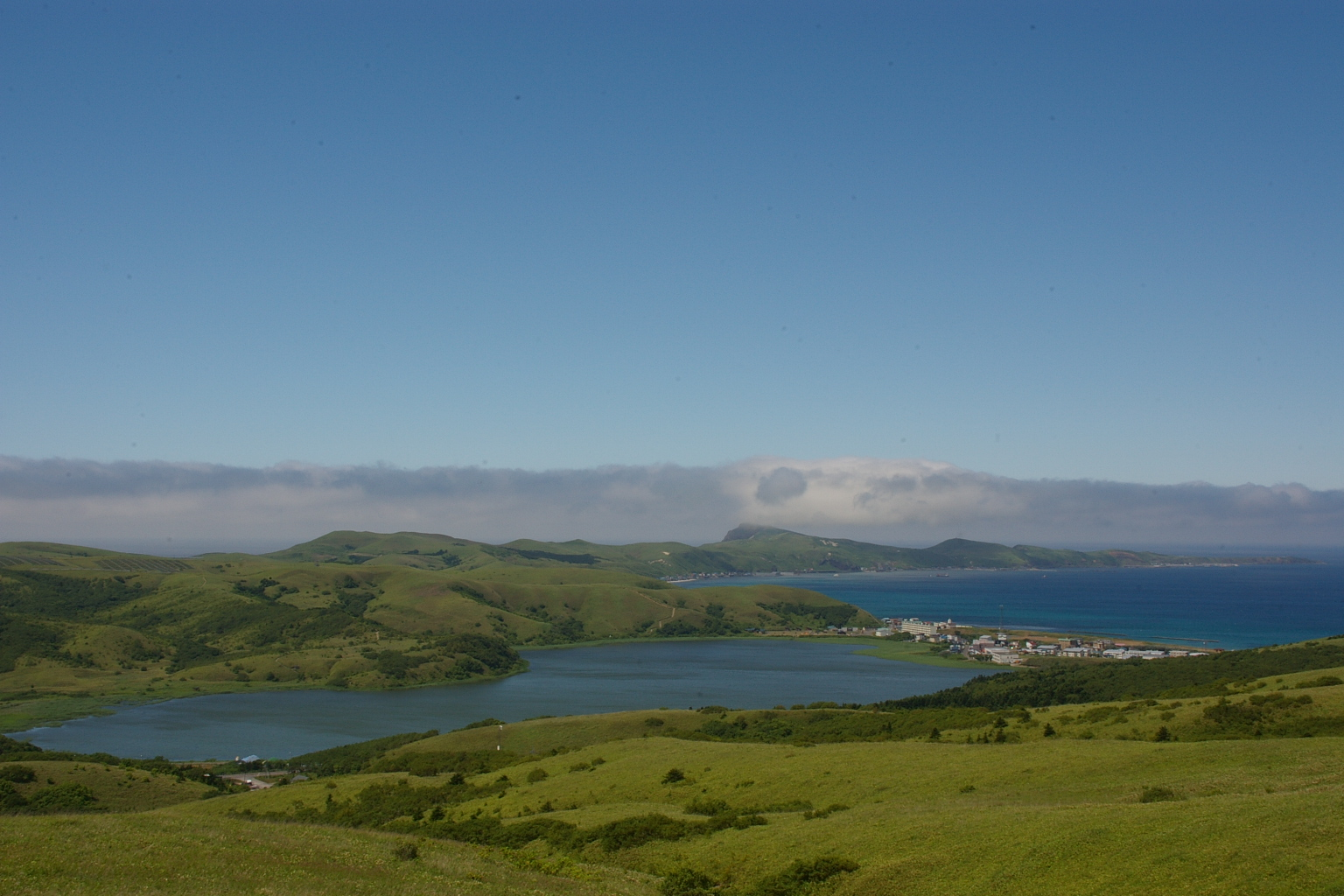
久種湖

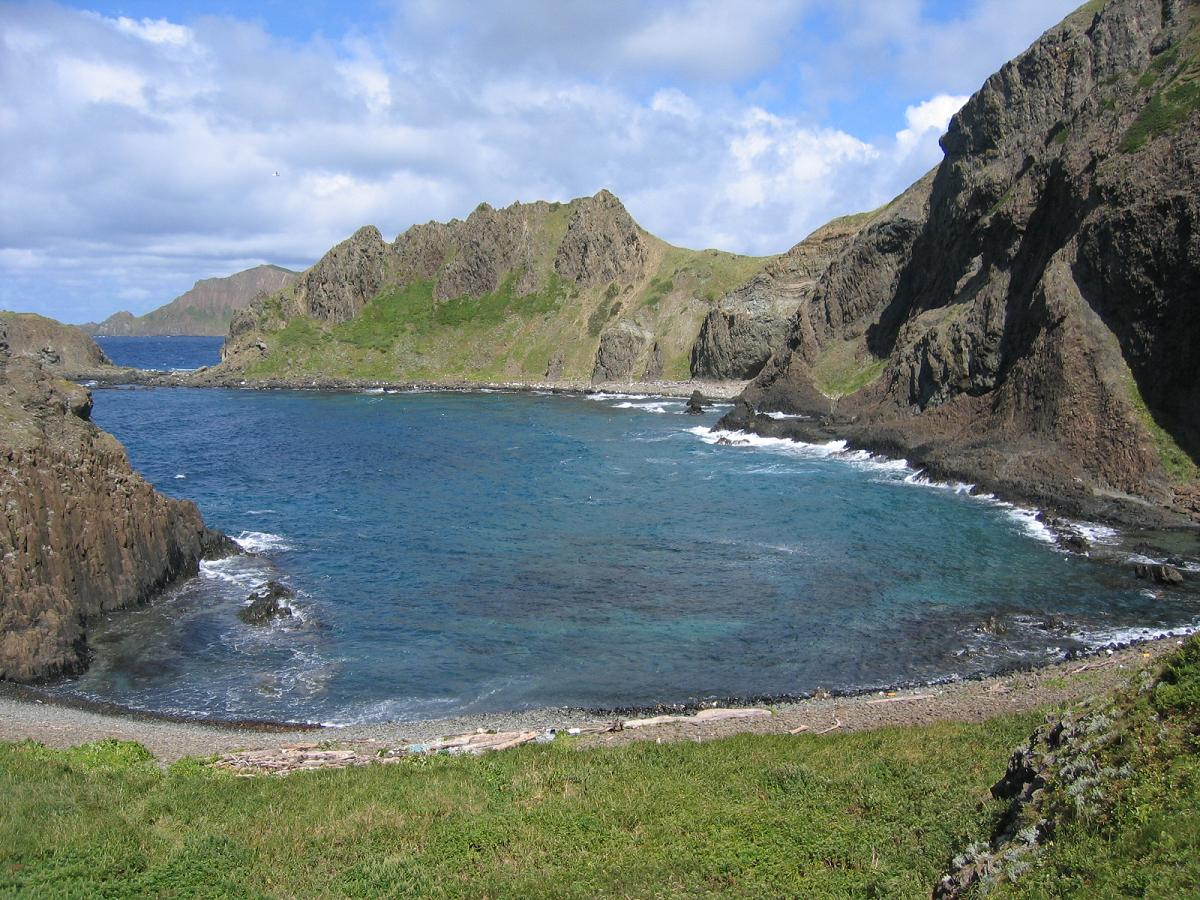
澄海岬

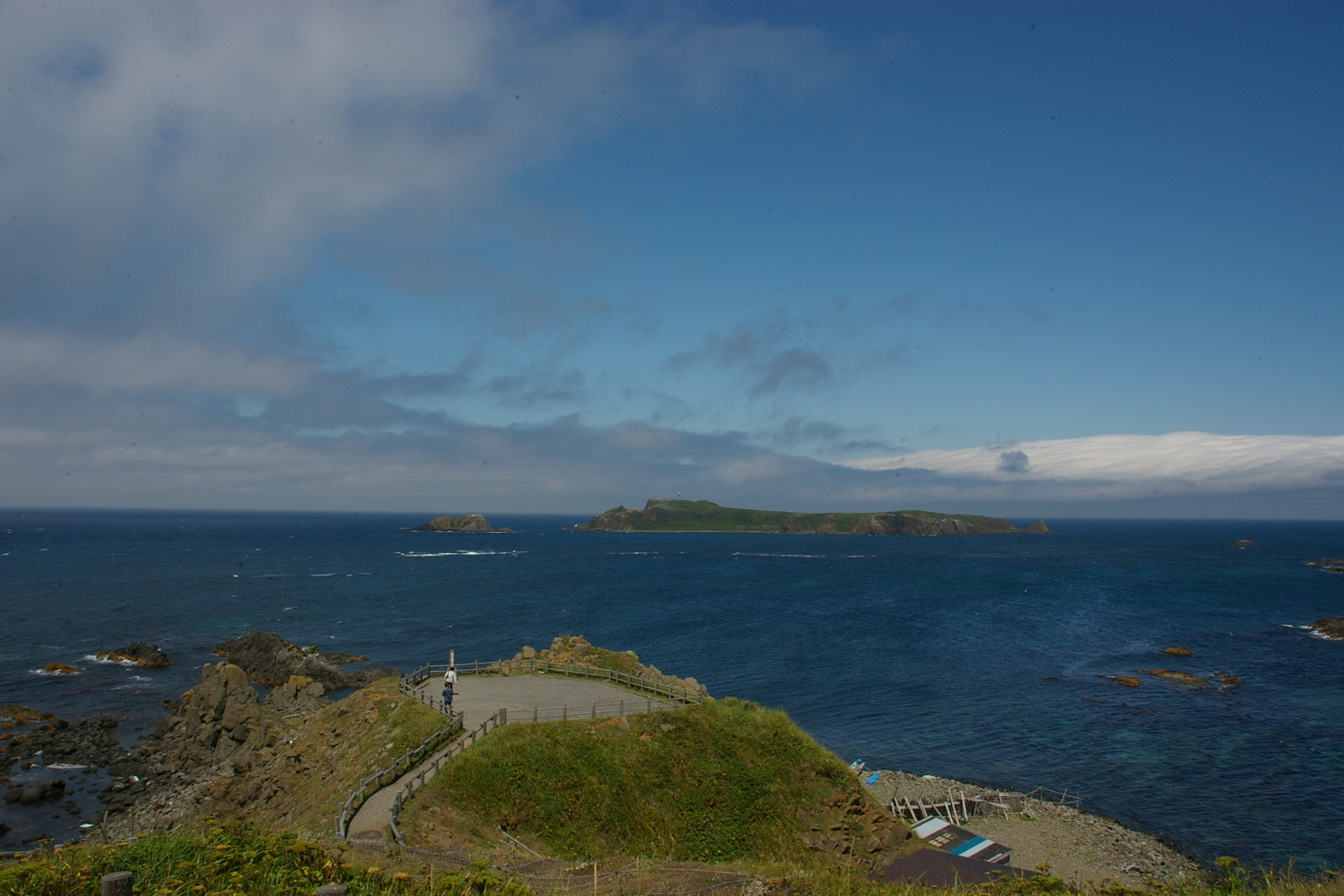
スコトン岬

### 文化財
- 礼文町船泊遺跡出土品 - 国の重要文化財、礼文町町民活動総合センター保管
- 礼文島出土の歯牙製女性像及び動物像 - 道指定有形文化財、長昌寺蔵、複製品は礼文町郷土資料館蔵[11]
- 礼文島桃岩付近一帯の野生植物 - 道指定天然記念物[11]
- レブンアツモリソウ群生地 - 道指定天然記念物[11]

### 祭事
- 花まつり（6月）
- 厳島神社祭（7月）
- 湖畔まつり（8月）
- 海峡まつり（8月）

### 観光
- 高山植物園（大人300円、小人150円）
- 高山植物群落（レブンアツモリソウ他）
- 礼文林道
- 桃岩展望台
- 地蔵岩
- 猫岩
- 金環日食観測記念碑（昭和23年5月9日当時新しい日本の歴史的大事業として、日米共同の科学者1500名により観測され、広く世界の歴史に記され、以来天体科学の地となった場所）
- 銭屋五兵衛記念碑（江戸の豪商）
- 上村占魚句碑
- スコトン岬（礼文島最北端の地、日本最北限のトイレ）
- 澄海岬
- 礼文岳（標高490m、頂上まで約2時間）
- 久種湖（日本最北の湖、ミズバショウ群生地）
- 利尻礼文サロベツ国立公園
- 礼文島温泉
- 愛とロマンの8時間コース(礼文島の西海岸を歩くトレッキングコース)
- 国の重要文化財：明治38年（1905年）建設のニシン漁の番屋跡[12]
- 久種湖畔スキー場（日本最北端のスキー場）
- 富士見ヶ丘スキー場

### 植物
礼文町に自生する植物300種以上（固有種、稀少種が含まれ学術的価値が高い）
- アナマスミレ （アナマ菫）
- チシマリンドウ （千島竜胆）
- フタナミソウ （二並草）
- レブンアツモリソウ （礼文敦盛草）（国内希少野生動植物種指定）
- レブンイワレンゲ （礼文岩蓮華）
- レブンウスユキソウ （礼文薄雪草）
- レブンキンバイソウ （礼文金梅草）
- レブンコザクラ （礼文小桜）
- レブンシオガマ （礼文塩竈）
- レブンソウ （礼文草）
- レブントウヒレン （礼文唐飛廉）
- レブンハナシノブ （礼文花忍）

など他多数

## 著名作品などの舞台

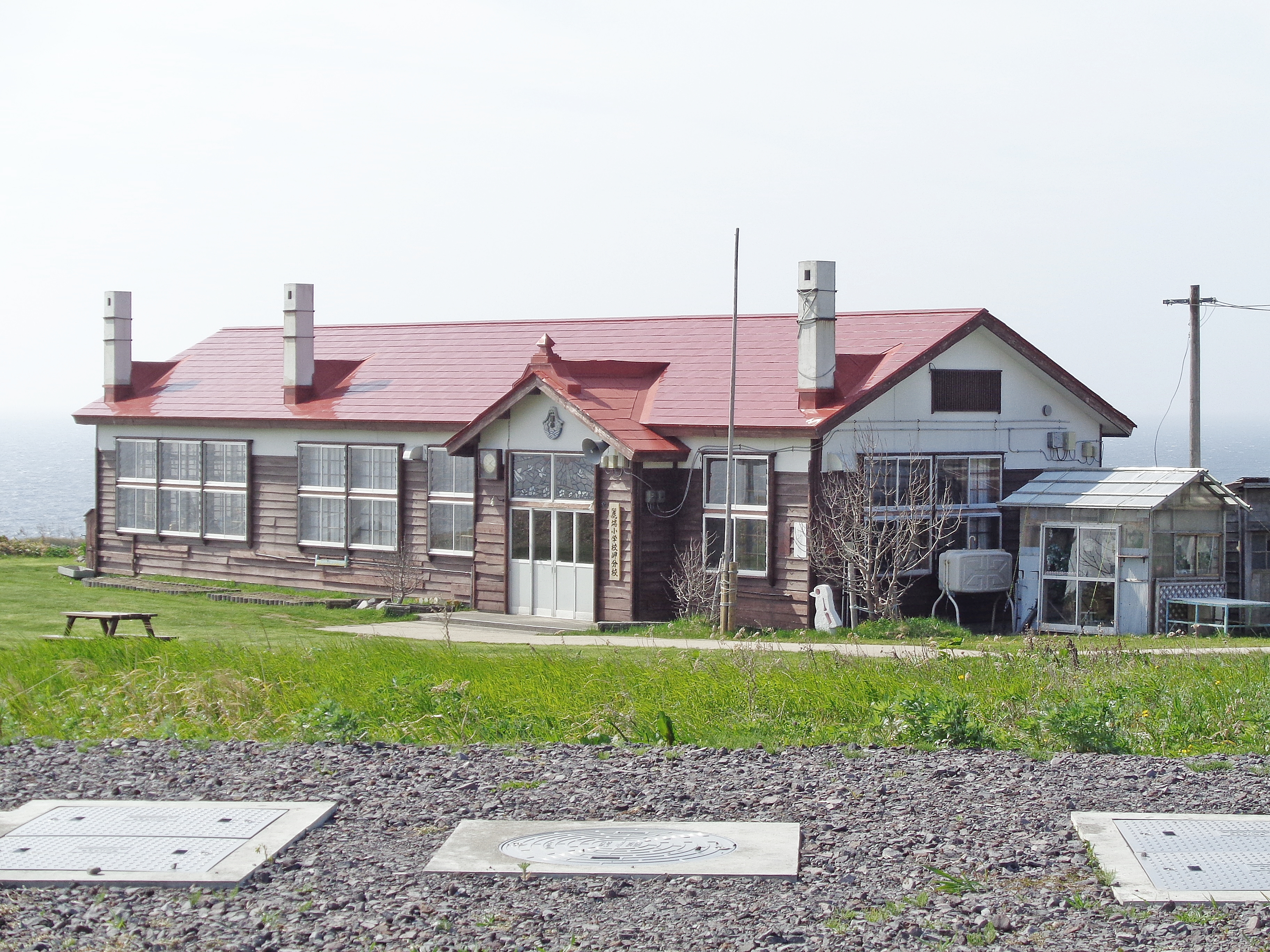
麗端小学校岬分校（『北のカナリアたち』ロケ用建築物）

- 日本テレビ「熱中時代」（1978～1981年、先生編）
- NHKドラマ「礼文島」（1986年）
- 中島みゆき『銀の龍の背に乗って（テレビドラマ『Dr.コトー診療所』エンディング曲）』（プロモーションビデオ撮影地。登場しているのは「澄海岬」。）
- 映画「北のカナリアたち」。2012年公開。利尻島や稚内市とともに舞台になっている。
- 漫画「食戟のソーマ」。中枢美食機関との連隊食戟の舞台となった。

## 出身・ゆかりのある人物
- 江刺勝雄 - ボクサー（日本ミドル級チャンピオン）
- 小野徹 - 礼文町長
- 菅野日彰 - 日蓮宗管長大僧正・大本山池上本門寺貫首
- 澤村春子 - 女優
- 柴咲コウ - 女優、母親の出身地
- 田森篤哉 - ミュージシャン（ロックバンド『eastern youth』メンバー）
- 中山秀雄 - サン・クロレラを創業
- 橋本裕志 - 脚本家（『ショムニ』、『華麗なる一族』など多数）
- 松田鋼季 - プロバスケットボール選手（アメリカ独立リーグABA・シカゴスティーム所属）
- 三上隆 - 土木工学者
- 八代万智子 - 女優
- やしろあずき - 漫画家。（礼文島に初めて入植した柳谷万之助は先祖に当たる[13]）